# Carnival (film, 1946)
Pour les articles homonymes, voir Carnival.
Carnival est un film britannique de Stanley Haynes, de 1946. C'est une adaptation du roman de même titre de Compton Mackenzie. Il a été produit par John Sutro assisté de Wilfred Sassoon.

## Distribution
- Sally Gray (en) : Jenny Pearl
- Michael Wilding : Maurice Avery
- Stanley Holloway : Charlie Raeburn
- Bernard Miles : Trewhella
- Jean Kent : Irene Dale
- Catherine Lacey : Florrie Raeburn
- Nancy Price : Mme Trewhella
- Hazel Court : Mae Raeburn
- Michael Clarke : Fuzz
- Marie Ault : Mme Dale